# Cloroxifita
La cloroxifita es un mineral de la clase de los haluros. Recibe su nombre del griego χλωρός, verde y ζιφος, espada, en alusión al hábito y al color del cristal.

## Características
La cloroxifita es un haluro de fórmula química Pb3CuO2Cl2(OH)2. Cristaliza en el sistema monoclínico. Su dureza en la escala de Mohs es 2,5.
Según la clasificación de Nickel-Strunz, la cloroxifita pertenece a "03.DB: Oxihaluros, hidroxihaluros y haluros con doble enlace, con Pb, Cu, etc." junto con los siguientes minerales: rickturnerita, diaboleita, pseudoboleita, boleíta, Cumengeíta, bideauxita, hematofanita, asisita, parkinsonita, murdoquita y yedlinita.

## Formación y yacimientos
Fue descubierta en la mina Higher Pitts, en la localidad de Priddy, en el condado de Somerset, en Inglaterra, Reino Unido. También ha sido descrita en otros lugares del mismo condado inglés que la localidad tipo, así como de los condados de Cornualles y Bristol. Fuera del Reino Unido ha sido hallada en Alemania, Grecia y en la República Popular China.